# Theodor von Bomhard

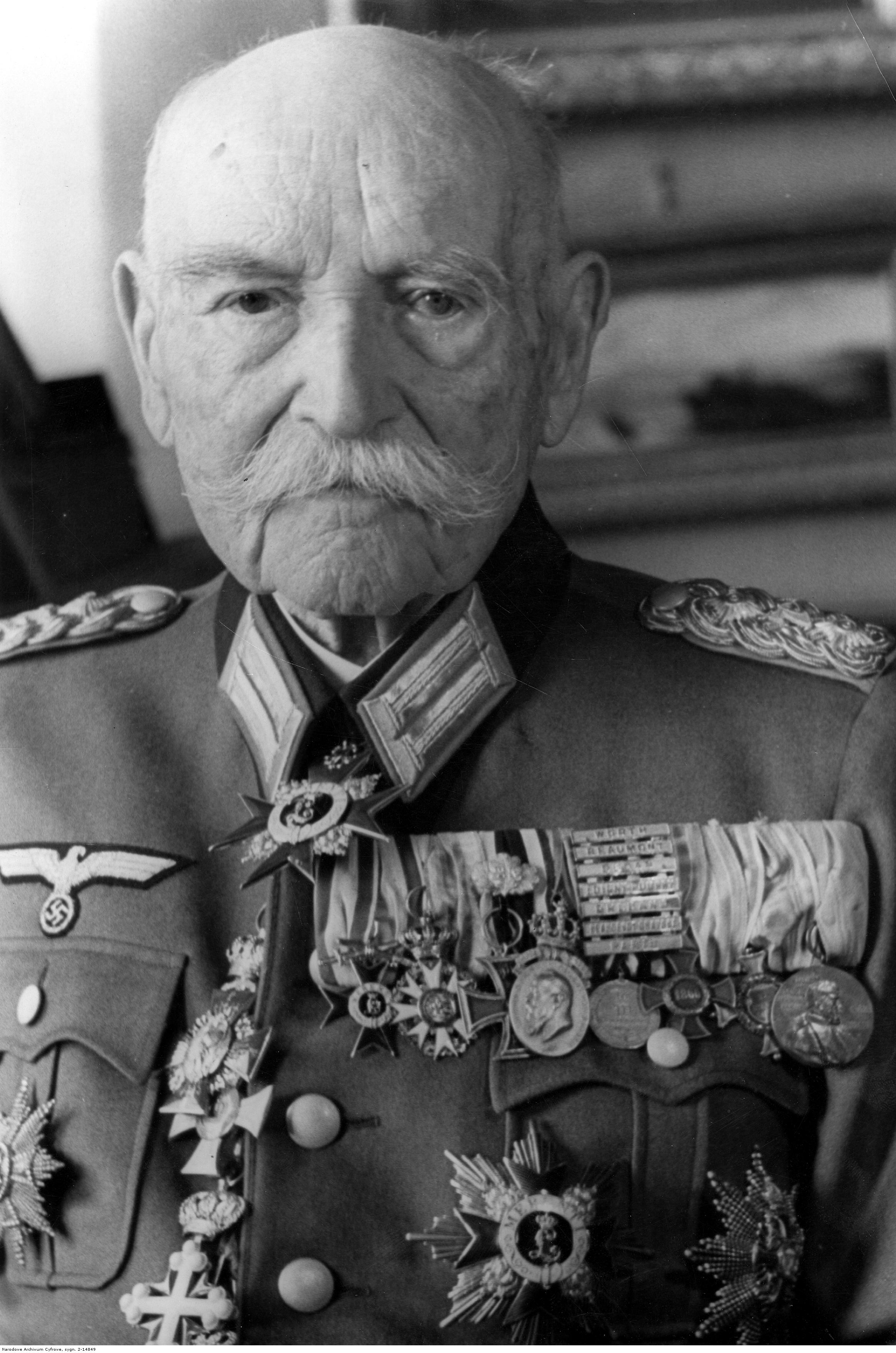
General Theodor von Bomhard

Theodor Karl Eduard von Bomhard (* 12. Januar 1841 in Wunsiedel; † 17. März 1945 in Prien am Chiemsee) war ein bayerischer General der Artillerie.

## Leben
Bomhard schlug eine Militärkarriere in der Bayerischen Armee ein und nahm 1866 am Krieg gegen Preußen sowie 1870/71 am Krieg gegen Frankreich teil. Am 3. März 1911 verlieh ihm Prinzregent Luitpold von Bayern den Charakter als General der Artillerie.
Anlässlich seines 100. Geburtstages erhielt Bomhard am 12. Januar 1941 die Berechtigung zum Tragen der Uniform des Artillerieregiment 7 der Wehrmacht mit den Generalsabzeichen. Dieser Verband hatte nach dem Ersten Weltkrieg und der damit verbundenen Auflösung des 1. Feldartillerie-Regiments „Prinzregent Luitpold“, das Bomhard vom 12. Dezember 1889 bis zum 11. Juni 1893 kommandierte, die Tradition übernommen.
Bomhard starb am 17. März 1945 eine Stunde nach dem Tod seiner Tochter Anna, die ihren Vater in den letzten Jahren nach dem Tod der Mutter 1933 betreut hatte.

## Familie
Theodor von Bomhard war der Sohn von Carl Theresius Philipp Georg Wilhelm von Bomhard (1800–1866) und seiner Gemahlin Charlotte Theresia Henriette Bernhardine, geborene von Arnim (1809–1892). Theodor war selbst zweimal verheiratet, zuerst mit Anna Friek (1844–1870), und dann mit Constanze (1846–1933), der Schwester Felix Dahns. Mit Constanze war er über 60 Jahre verheiratet, bevor sie 1933 in Prien-Ernsdorf verstarb. Aus der ersten Ehe ging der spätere bayerische Generalmajor Karl von Bomhard (1866–1938) hervor.